# Rolf Ramcke
Rolf Ramcke (auch: Rolf-Dieter Ramcke; * 4. November 1933 in Alveslohe; † 12. Juni 2020) war ein deutscher Architekt, Sachbuchautor und Hochschullehrer mit Hauptwirkungsort in Hannover.

## Leben
Rolf-Dieter Ramcke wirkte in der Zeit von 1962 bis 1996 für mehr als drei Jahrzehnte als entwerfender Architekt für öffentliche Bauten im Hochbauamt der Stadt Hannover.
Zu Ramckes frühen Arbeiten zählt sein preisgekrönter Entwurf der 1967 eröffneten Kindertagesstätte Sylter Weg 20 im hannoverschen Stadtteil List, die im Jahr 2012 unter Denkmalschutz gestellt wurde.

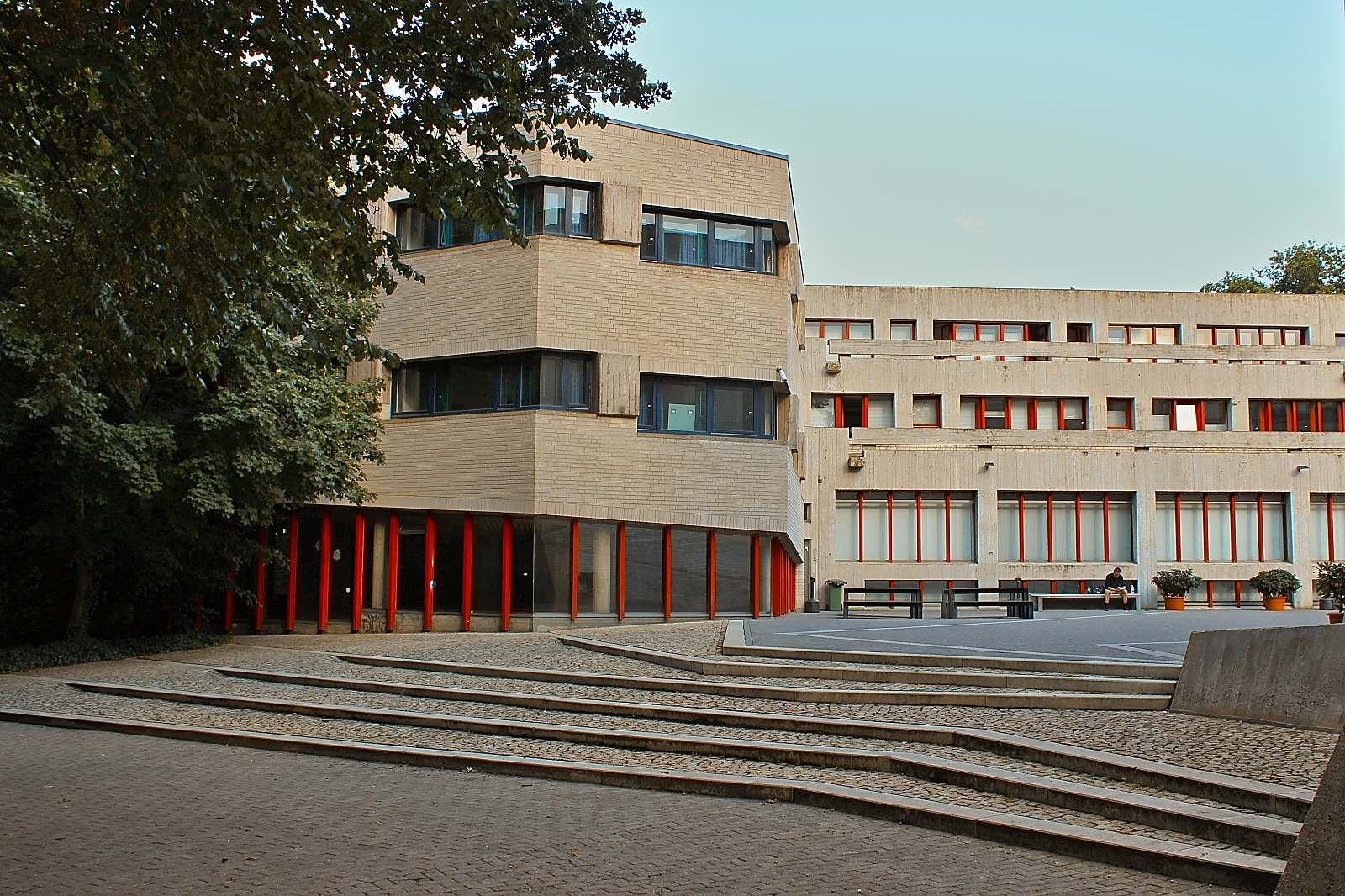
Die „Ohrmuschel“ der Hochschule für Musik, Theater und Medien Hannover (HMTMH) am Emmichplatz 1 in der Vorderen Eilenriede wird noch am ehesten beim Blick in den Innenhof erahnbar

Spektakulär präsentierte sich Ramckes 1970 bis 1973 errichteter Neubau der (damaligen) Hochschule für Musik und Theater Hannover (HMTH) an Stelle des zuvor abgebrochenen städtischen Gaststätte Neues Haus: Nur aus der Vogelperspektive erkennbar ist der Grundriss der Hochschule in Form einer Schnecke beziehungsweise eines Ohres, das sich in Sichtbetonbauweise um einen offenen Innenhof krümt. Die besondere Verbundenheits Ramckes mit ‚seiner‘ Musikhochschule kam schließlich sogar noch rund knapp 50 Jahre später in der graphisch ungewöhnlichen Traueranzeige zum Ausdruck, die einen Grundriss des Gebäudes abgebildete.
Rolf Ramcke übernahm in Berlin zwei Honorarprofessuren:
- für Bibliotheksplanung, Bibliotheksarchitektur und Bibliotheksbaugeschichte der Freien Universität Berlin
- sowie an der Philosophischen Fakultät I der Humboldt-Universität zu Berlin

## Werke

### Bauten (Auswahl)
in Hannover:
- 1967 (Eröffnung): Kindertagesstätte Sylter Weg 20, Stadtteil List, seit 2012 denkmalgeschützt[4]
- 1970–1973: Hochschule für Musik und Theater Hannover (HMTH), Neues Haus 1 (ehemals Emmichplatz 1),[5][6] zusammen mit Max Widiger und Hans-Peter Schmidt; 1976 BDA-Preis Niedersachsen, 2011 Denkmalschutz[2][7]
- 1975–1976: Umbau des Erdgeschosses des Alten Rathauses, an der Seite zur Karmarschstraße anstelle einer Filiale der Sparkasse Bau eines Einganges zur U-Bahn sowie eine Ladenarkade; diese Umbauten wurden 1997 bis 1999 wieder beseitigt.[8]
- 1979–1981: Einbau der Gaststätte Lindener Ratskeller sowie eines Saales in das Neue Lindener Rathaus am Lindener Marktplatz, um unter anderem als Ersatz für die von den Lindener Vereinen zuvor genutzten (und eingegangenen) Gaststätten Posthorn und Schwarzer Bär[9]

### Schriften (Auswahl)
- Die Präsentation der öffentlichen Bibliothek, hrsg. von Rolf Ramcke, erarbeitet im Rahmen der vom Bundesministerium für Bildung und Wissenschaft geförderten Projektes W 0013.00, Deutsches Bibliotheksinst, Projektleiter: Rolf Ramcke. Fotos: Anselm Thürwächter. Zeichnungen: Ursula Simon, Kyro Papayannis. Berlin: Deutsches Bibliotheksinst;
  - Teil 1, Franz Rakowski (Hrsg.): Materialien der Projektgruppe Moderne Präsentationsformen der Dienstleistungen Öffentlicher Bibliotheken. Arbeitspapiere (= Materialien der Arbeitsstelle für das Bibliothekswesen, Bd. 18), 1977, ISBN 978-3-87068-718-2 und ISBN 3-87068-718-5
  - Teil 2, Horst Ernestus, Ursula Simon, Anselm Thürwächter: Die Kinderbibliothek (= Dbi-Materialien, Bd. 7), 1981, ISBN 978-3-87068-809-7 und ISBN 3-87068-809-2; Inhaltsverzeichnis
  - Teil 3, Gabriele Harms et al.: Architektur und Ausstattung (= Dbi-Materialien, Bd. 21), 1982, ISBN 978-3-87068-821-9 und ISBN 3-87068-821-1; Inhaltsverzeichnis
  - Rolf Ramke. Učastniki proekta: Ursula Šjuller: Publičnye biblioteki, No. 2., Detskaja biblioteka, Moskva: Medium, 1994, ISBN 5-85691-022-2
- R. D. Ramcke: Die Innenwelt der Außenwelt des Mauerwerks. In: Detail: Mauerwerk, Ausgabe 7/1996, S. 980–984
- Günter Pfeifer, Rolf Ramcke, Joachim Achtziger, Konrad Zilch: Mauerwerk-Atlas (= englische Ausgabe unter dem Titel Masonry construction manual), Hrsg.: Institut für Internationale Architektur-Dokumentation, GmbH, München in Verbindung mit Deutsche Gesellschaft für Mauerwerksbau e.V., Bonn, 6. vollständig neu überarbeitete Auflage, Basel; Boston; Berlin: Birkhäuser Verlag, 2001, ISBN 978-3-7643-6478-6 und ISBN 3-7643-6478-5